# Pterolophioides stramentosus
Pterolophioides stramentosus är en skalbaggsart som beskrevs av Stefan von Breuning 1942. Pterolophioides stramentosus ingår i släktet Pterolophioides och familjen långhorningar. Inga underarter finns listade i Catalogue of Life.